# Demetrio I Csák
Demetrio I Csák (in ungherese Csák nembeli (I.) Demeter; ... – dopo il 1254) fu un nobile ungherese che ricoprì cariche secolari durante il regno di Andrea II d'Ungheria e Béla IV.

## Biografia
Demetrio I apparteneva al ramo Ugod della famiglia Csák, essendo figlio di Luca, e probabilmente aveva un fratello di nome Adamo. Da una moglie dal nome ignoto ebbe due figli (Ugod e Csák) e una figlia che andò in sposa a Csépán II Győr, figlio di palatino Csépán I Győr.
Fedele al re Andrea II, ricoprì il ruolo di mastro siniscalco (senescalcus) per tredici anni tra il 1217 e il 1230. Oltre a ciò, fu anche ispán del comitato di Vas dal 1219 al 1222. Partecipò alla quinta crociata sotto il comando di Andrea II tra il 1217 e il 1218 e, una volta tornato in patria, amministrò il comitato di Pozsony dal 1224 al 1229. Dopo il 1230, divenne un sostenitore del duca Béla e fu nominato giudice reale nel 1232 e fino al 1234. In quel contempo, nello specifico tra 1233 e 1234, fu altresì ispán del comitato di Bács.
Prima del 1225, a Demetrio fu concesso il castello reale di Németújvár (l'odierna Güssing, in Austria) da Andrea II. Di conseguenza, Demetrio divenne il primo membro noto della sua famiglia a possedere un castello. È plausibile che Demetrio avesse acquisito la roccaforte quando era ispán del comitato di Vas, dove si trovava la struttura. L'arciabbazia di Pannonhalma, che un tempo possedeva l'abbazia di Küszén prima che al suo posto vi sorgesse un castello, espose in numerose missive la decisione di Andrea alla Santa Sede, convincendo la Curia romana a esortare Demetrio più volte affinché restituisse Németújvár ai frati benedettini, dei solleciti questi caduti sempre nel vuoto per via del rifiuto del nobile. Constatata la situazione, papa Gregorio IX scomunicò Demetrio nel 1228 o 1229. Quando il papa inviò un'ennesima rimostranza al nuovo re, Béla IV, nel 1238, Demetrio possedeva ancora il castello. È verosimile che Demetrio avesse posseduto Németújvár fino alla sua morte, ma è difficile ricostruire con esattezza questa teoria poiché la successiva menzione del castello risale al 1263, molto tempo dopo la sua morte. Demetrio sottrasse anche Abda ai benedettini e Merenye alla diocesi di Vesprimia.
Dal 1238 al 1241, durante il regno di Béla IV, Demetrio ricoprì la carica di ispán del comitato di Csanád. Fu nominato giudice reale per la seconda volta nel 1242 e preservò la carica fino al 1244; secondo dei documenti della corona dalla dubbia autenticità, fu giudice reale anche nel 1245 e nel 1246. In quel periodo, ricoprì pure la carica di signore del comitato di Moson. Secondo un diploma non autentico, svolse la funzione di giudice reale e ispán del comitato di Bodrog nel 1246. Morì in un momento imprecisato dopo il 1254.